# Ферари Дино (двигател)
Алфредо Ферари - Дино е синът на Енцо Ферари. Дино съветва баща си да разработи V6 двигател за Формула 2 в края на 1955 г. Скоро след това, Алфредо заболява от мускулна дистрофия. По време на болничното си лечение той обсъжда техническите подробности с инженера Виторио Яно. Дино така и не успява да види двигателя завършен. Той почива на 30 юни 1956 г. на 24-годишна възраст.
Дино V6 е първият 6-цилиндров, V-образен двигател на Ферари.

## V6
Разработката на Дино V6 започва след дискусия между Виторио Яно и Дино Ферари относно идеалния 1,5-литров двигател за състезателен автомобил за Формула 2 за 1958 г. Яно, който преди това е работил за Алфа Ромео и Ланча, настоява за традиционен V6 с ъгъл между цилиндрите от 60°, но Ферари се оказва по-свободомислещ.

### 60°
Проектът на Яно за 60° V6 мотор следва някои от идеите, приложени в Ланча Aurelia и се използва в множество автомобили от Формула 1, Формула 2 и Grand Prix от 1959 до началото на 60-те. Първият образец се появява във Ферари Dino 196 S през 1958 г. с работен обем от 1984 см3, мощност 200 к.с. (149 kW), диаметър на цилиндъра 77 мм и ход на буталото 71 мм. Произвеждат се и две по-големи версии — едната с обем 2497 см3 и мощност 245 к.с. (183 kW), вграждана във Ферари Dino 246 S и 2962 см3 с мощност 296 к.с. (221 kW) във Ферари Dino 296 S. Тези мотори продължават своята история в Dino 196 SP и Dino 286 SP, като двигателят на последния автомобил развива 260 к.с. (194 kW) от своите 2863 см3 и е още по-късоходов (90x75 мм).
Този първи вариант на двигателя Дино е толкова малък, че не остава място за изработването на достатъчно прави всмукателни колектори. Във Ферари са уверени, че чрез изправяне на тръбите може да се постигне повече мощност, затова преминават към създаването на нов проект.

### 65°
Инженерите на Ферари започват работа по първия си 65-градусов V6 двигател през 1956 г. и до края на годината вече разполагат със завършен образец. Двигателят с работен обем от 1489 см3 е монтиран първо в болида за Формула 2 – Ferrari 156 – а първото му участие е в състезанието за Голямата награда на Неапол през април 1957, където финишира на трето място зад двата болида Ланча-Ферари.
Двигателят на Ферари се оказва единствен на света 65° V6 мотор. Допълнителните 5° между цилиндровите блокове дават на Ферари правите колектори, които той иска. Въпреки че Дино V6 бива изоставен след появата на V8, 65-градусовият дизайн се използва и до днес, за последно претворен в 12-цилиндровия V-опразен двигател на Ферари 456.

Приложение:
- 2 литра
  - 1966–1969 Фиат Dino
  - 1968–1969 Dino 206
- 2.4 литра
  - 1969–1973 Фиат Dino
  - 1969–1974 Dino 246
  - 1973–1975 Ланча Stratos